# Holderness

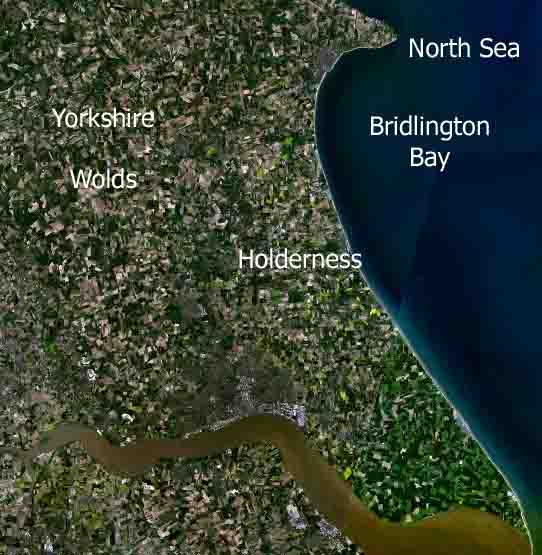
Zdjęcie satelitarne

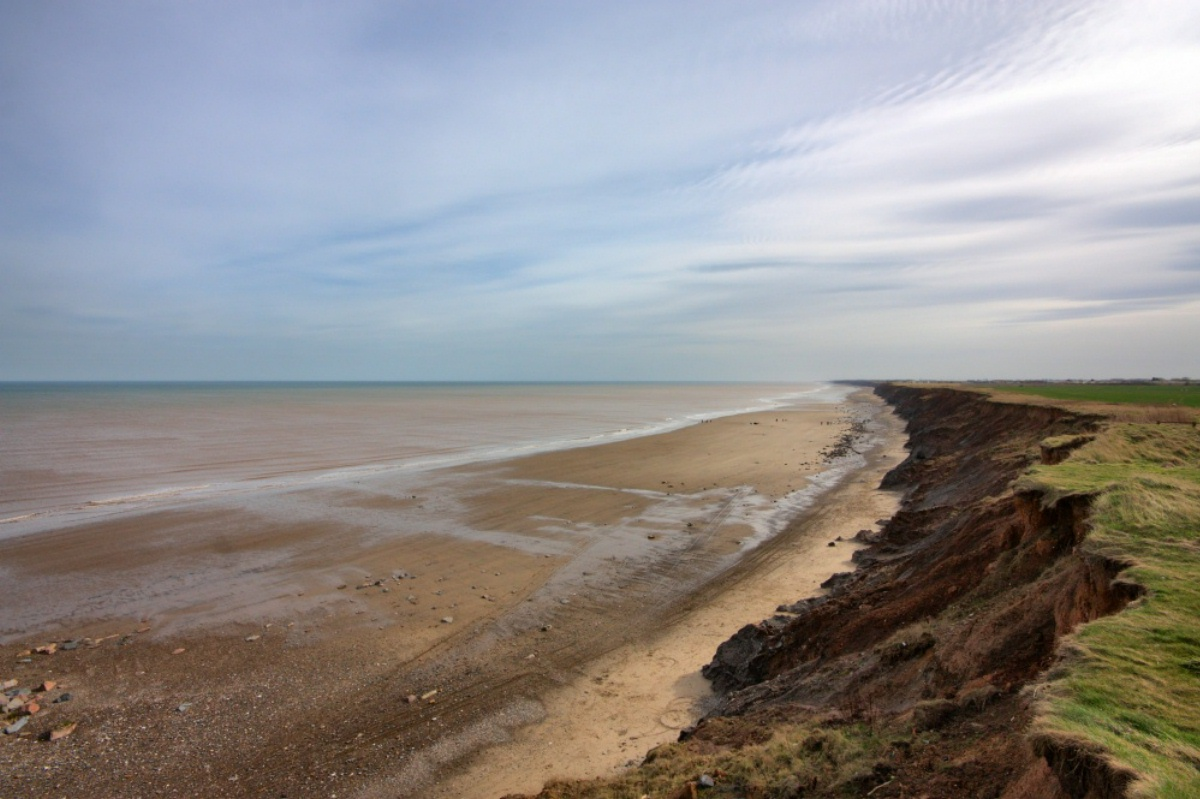
Plaża i wybrzeże klifowe koło Mappleton

Holderness – półwysep oraz większy region geograficzny w północno-wschodniej Anglii (Wielka Brytania), w hrabstwie East Riding of Yorkshire, pomiędzy estuarium Humber na południu a wybrzeżem Morza Północnego na wschodzie. Na zachodzie i północy sięga wzgórz Yorkshire Wolds. Jego teren jest nizinny, równinny, na znacznym obszarze nieprzekraczający wysokości 10 m n.p.m., wzdłuż wschodniego wybrzeża sięga 30 m n.p.m. Obszar ten ma charakter przeważająco wiejski i jest intensywnie wykorzystywany rolniczo.
Wschodnie, morskie wybrzeże klifowe rozciąga się na długości nieco ponad 60 km od Bridlington na północy po zwieńczającą półwysep mierzeję Spurn Head na południu. Południowe wybrzeże, wzdłuż estuarium Humber, od Spurn Head do Hessle, liczy około 50 km długości. Zachodnia i północna granica regionu nie jest ściśle zdefiniowana, w przybliżeniu przebiega wzdłuż podnóża wzgórz Yorkshire Wolds, od Hessle, przez Cottingham, Beverley i Driffield do Bridlington. Przez zachodnią część regionu płynie rzeka Hull, uchodząca do estuarium Humber; nad jej ujściem, na skraju regionu Holderness, położone jest miasto Kingston upon Hull.
Wybrzeże morskie Holderness podlega stałej abrazji. Erozja linii brzegowej postępuje średnio o 2 m rocznie i jest jedną z najszybciej postępujących na terenie Europy. Około 1 mln lat temu linia brzegowa przebiegała wzdłuż kredowych klifów na skraju pasma Yorkshire Wolds, około 32 km na zachód od obecnej, a Holderness było płytką zatoką. Podczas zlodowaceń, po raz ostatni pod koniec plejstocenu, ok. 10–18 tys. lat temu, naniesiony został tu materiał skalny w postaci gliny zwałowej; ta łatwo ulega wypłukiwaniu. Obecna linia brzegowa znajduje się około 5,5 km na zachód w stosunku do tej z czasów rzymskich (I–IV w. n.e.) i około 3 km na zachód od tej z czasów inwazji normańskiej w 1066 roku. Na przestrzeni wieków morze pochłonęło ponad 30 miast i wsi. Co najmniej od XIX wieku fragmenty linii brzegowej zabezpieczane były przed erozją przez budowę opasek i ostróg brzegowych. Ich budowa przyspiesza erozję na pozostałych odcinkach linii brzegowej.
Holderness należy do najbardziej produktywnych obszarów rolniczych na terenie Anglii. Prowadzona jest tu uprawa zbóż, buraków cukrowych i roślin pastewnych oraz hodowla zwierząt, w tym trzody chlewnej i drobiu. Miasta Hornsea i Withernsea są ośrodkami turystyki nadmorskiej. W Easington znajduje się terminal gazowy, przetwarzający gaz ziemny wydobywany na Morzu Północnym, a w pobliżu Hornsea – magazyn gazu ziemnego. Kilka kilometrów od wybrzeża rozmieszczone są morskie farmy wiatrowe.